# Willibald Hilf

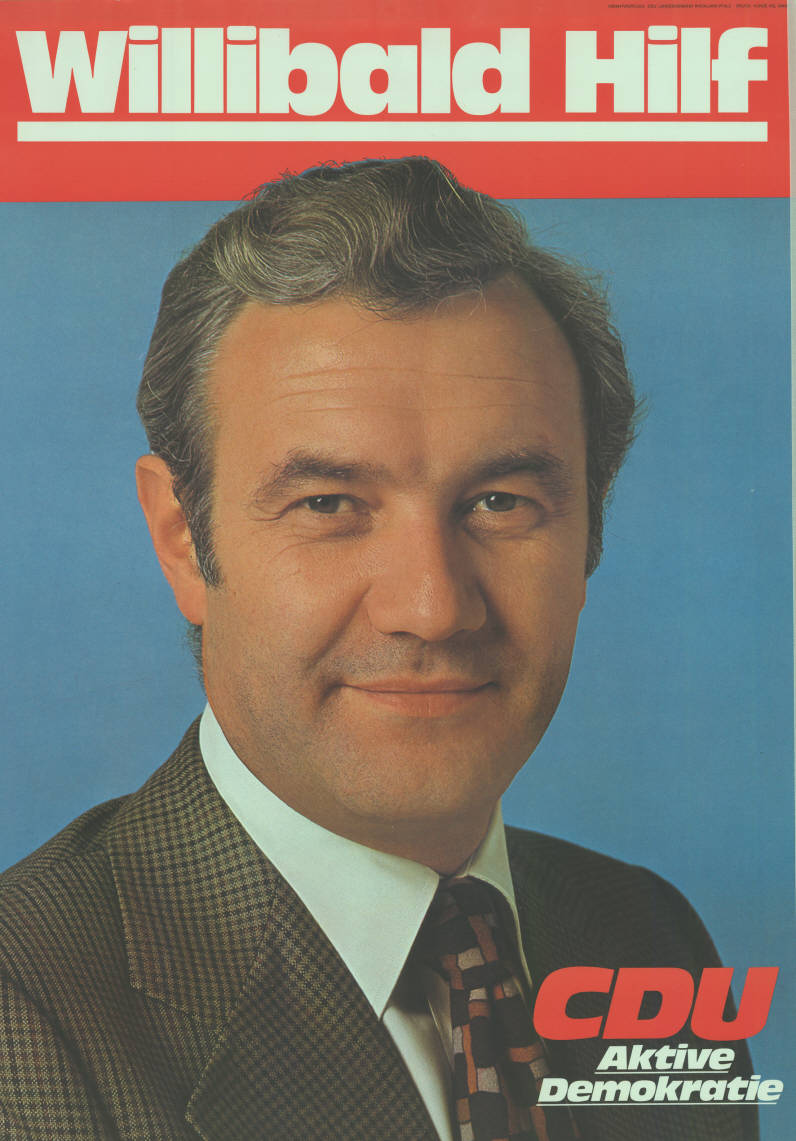
Kandidatenplakat der CDU zur Landtagswahl in Rheinland-Pfalz 1975

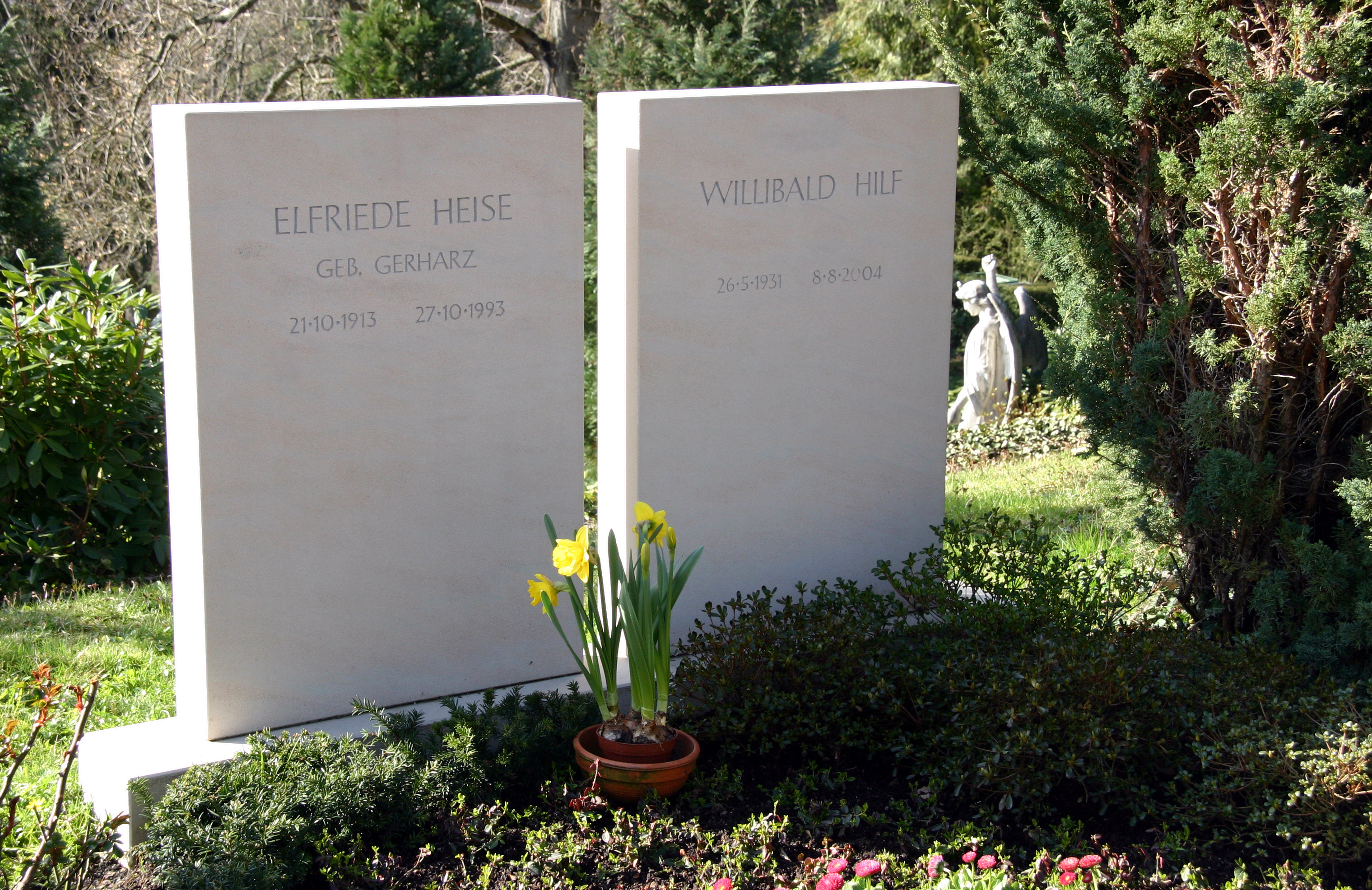
Grab auf dem Hauptfriedhof Baden-Baden

Willibald Hilf (* 26. Mai 1931 in Niederlahnstein; † 8. August 2004 in Baden-Baden) war von 1977 bis 1993 Intendant des Südwestfunks (SWF). Von 1986 bis 1987 war er Vorsitzender der ARD.

## Leben
Hilf wurde 1931 als Sohn eines Einzelhandelskaufmanns in Niederlahnstein geboren. 1948 trat er der Jungen Union bei. Nach dem Abitur studierte er Jura an der Universität Mainz und an der Hochschule für Verwaltungswissenschaften in Speyer. Von 1956 bis 1961 saß er für die CDU im Stadtrat von Niederlahnstein und ab 1964 im Kreistag des Loreleykreises.
Von 1959 bis 1969 war er parlamentarischer Geschäftsführer der Rheinland-pfälzischen CDU-Fraktion. Von 1963 bis 1969 sowie für kurze Zeit in den Jahren 1971 und 1975 war der Jurist Mitglied des Rheinland-Pfälzischen Landtages für die CDU und von 1969 bis 1976 als Staatssekretär Leiter der Staatskanzlei in Mainz. Er war ein enger Vertrauter von Helmut Kohl.
Hilf war seit seiner Studentenzeit aktives Mitglied der katholischen Studentenverbindung K.St.V. Ketteler Mainz im KV.
Aufgrund seiner manchmal pastoralen Art bezeichneten Spötter das Sendehaus des SWF zu seiner Amtszeit als „Willibald-Hilf-Kathedrale St. Megaherz“.
Der deutsch-französische Kulturkanal ARTE wurde von Hilf mit konzipiert. Hilf war maßgeblich daran beteiligt, Franz Alt als Moderator und Leiter des Politmagazins Report Mainz abzusetzen.
Hilf war der Patenonkel von Peter Kohl (Unternehmer), dem jüngsten Sohn von Helmut Kohl.

## Ehrungen
- 1982: Orden Chevalier de la Légion d'Honneur
- 1989: Großes Bundesverdienstkreuz